# 繊維問屋街 (岩本町・東神田)
繊維問屋街（せんいとんやがい）は、東京都千代田区岩本町から東神田にかけて繊維や既製服などを扱う問屋が集まっていた一帯の通称である。発祥は江戸時代中期といわれ、神田川沿いの「柳原土手」（やなぎはらどて）沿いに古着を扱う露店が多く店を開いていたことに始まる。
明治維新後も古着を扱う一大市場として継続し、古着市場としては、富澤町、村松町、橘町と並んで知られた存在であった。第一次世界大戦後は和装から洋装への切り替えが進んだことに伴って、扱う商品が古着から新品の安価な既製服に遷移していった。和泉橋の南詰には、「既製服問屋街発祥の地」という掲示板が存在する。

## 歴史

### 柳原土手
江戸幕府が開かれた慶長年間（1597-1615）に江戸城の鬼門除けに稲荷を祀り、柳を植え駿河台から浅草橋までの土手を「柳原土手」という。もともとは武家地であったが、江戸時代中ごろから町人の町となる。それに伴い土手のそばには古着を扱う露店が多く立ち並び、古着の町として知られるようになる。しかし、明治6年に柳原土手は取り壊され、広いスペースを持つ柳原通りに変わる。そして、新政府はこの柳原通りに「官製古着市場」と名づけ、以降古着取引の常設市場に指定される。

### 岩本町古着市場

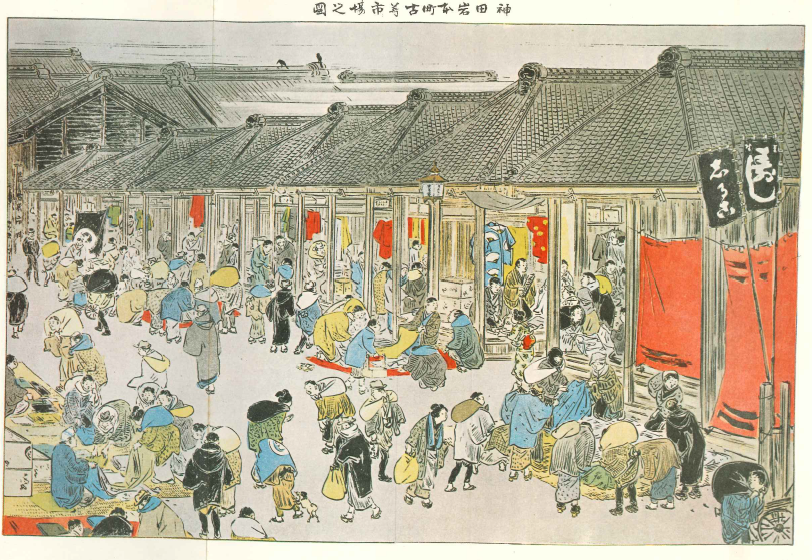
神田岩本町古着市場之図

江戸時代、江戸市中において古着商を営む者は3軒に限られ、この3軒のいずれかの許可を得なければ新たな開店が出来ない状況であった。江戸時代の後半から、柳原土手には町人や商人も住み始め、古着を扱う床店（居住しない仮設の店舗・露天）が集まるようになった。
明治になり、新政府が商業の自由営業を認めると、古着商を営むものが増えていく。当時、和服の古着は洗い張りし、仕立て直しをして、着られるだけ着るのが庶民の習いであった。明治30年代頃までは、庶民に新品を買うまでの購買力がなかったため、古着の需要が大きかった。
新政府は明治6年に柳原土手を壊して柳原通りを整備した。明治14年6月、古着商162名が連署して古着市場を置くことを請願すると、政府は東竜閑町（現東神田1丁目）に「官製古着市場」を置くことを認めた。同年、運河の開削により久松町、富沢町、岩本町に分離したが、競争の中で岩本町が他を圧倒し、古着商が柳原通りに床店（居住しない仮設の店舗・露天）を並べるようになった。天候に関わらず午前6時から正午まで商売をした。最盛期には400軒の古着屋が存在したというが、大正12年の関東大震災で大きな被害を受けると、床店は取り払われた。

### 既製服問屋街

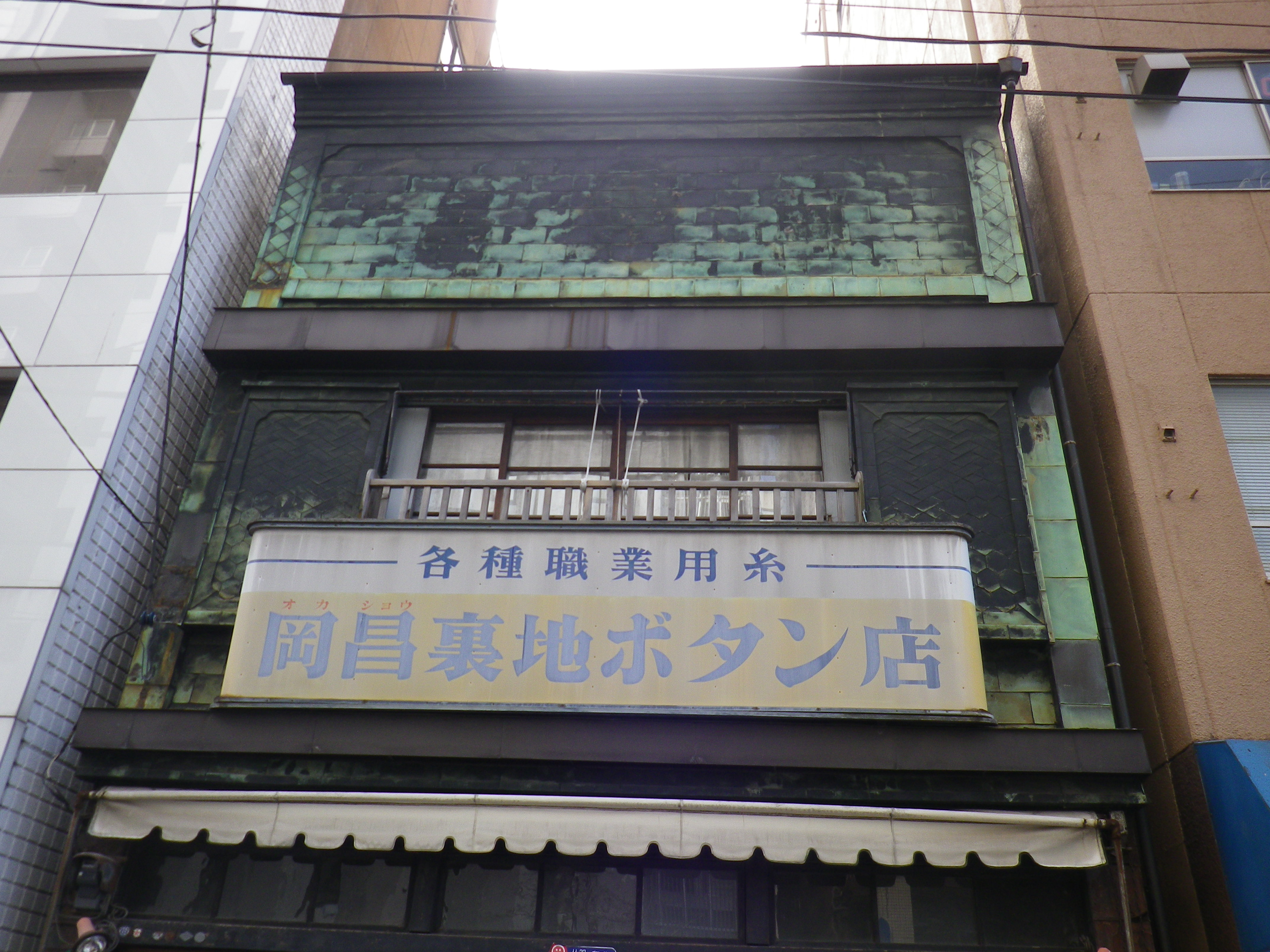
当時の問屋街の名残をうかがわせるボタン専門店

1923年（大正12年）9月の関東大震災でこの地区も大きな被害を受けた。また、震災復興の区画整理により、それまで営業していた古着の露天は取り払われた。さらに、第一次世界大戦後の洋服の急速な普及により、需要の中心が古着から洋服、特に廉価な既製服へ変わっていった。これらを要因として、この地区でも既製服を取り扱う店舗が増加し、既製服問屋街へと変貌していった。
昭和初期には、ダンスホール併設の4階建てビルが建設され、流行の先端を行く街として賑わった。しかし第二次世界大戦末期に空襲の被害を受けて、一帯は焼け野原と化した。
昭和30年代には東京の衣料業界も復興を果たし、技術の革新も進んでこの地は既製服の生産中心地としてよみがえった。ここで作られた既製服が日本全国でデパートなどのショーウィンドーに展示され、モードを発信する拠点となった。最盛期に比べて数は減ったものの、この地の繁栄の礎となったのは古着の露店に源を持つ繊維業者たちである。和泉橋の南詰には、「既製服問屋街発祥の地」という掲示板が存在する。